# ستوبال (بلاتسه)
ستوبال صربی: Stubal) یک منطقهٔ مسکونی در صربستان است که در بلاتسه واقع شده‌است. ستوبال ۳۹۶ نفر جمعیت دارد.